# Huntingdon, Québec
Huntingdon är en stad (kommun av typen ville) och tätort (centre de population) i provinsen Québec i Kanada. Den ligger i regionen Montérégie i södra delen av provinsen, cirka 75 kilometer sydväst om Montréal. Antalet invånare var 2 556 i staden och 2 673 i tätorten vid folkräkningen 2021.

## Kommunvapen
Kommunvapnet är i grönt fält en av vågskuror bildad blå bjälke med kanter av silver, åtföljd av två ullsäckar av silver vardera belagd med en grön lilja.